# Луцій Волузій Сатурнін (консул 87 року)
Луцій Волузій Сатурнін (лат. Lucius Volusius Saturninus, ? — після 87) — державний діяч Римської імперії, консул 87 року.

## Життєпис
Походив з роду нобілів Волузіїв. Син Квінта Волузія Сатурніна, консула 56 року. Про діяльність Луція мало відомостей. Він був прихильником династії Флавіїв. Вірно служив імператору Доміціану. З огляду на це у 87 році став консулом разом з Доміціаном. Подальша доля невідома.

## Сім'я
- Луцій Волузій Торкват